# Колісник Анна Сергіївна
Анна Сергіївна Колісник (нар. 24 жовтня 1994, Лебедин, Сумська область) — український правник та політик, народний депутат IX скликання.

## Життєпис
Анна Колісник народилась 1994 року в Лебедині на Сумщині.

### Освіта
Навчалась на юридичному факультеті Національного юридичного університету імені Ярослава Мудрого за спеціальністю «міжнародне право». Потім здобула спеціальність «управитель з адміністративної діяльності, економіст» у Харківському національному університеті імені В. Н. Каразіна.

## Професійна діяльність
Працювала судовим експертом у Харківському науково-дослідному експертно-криміналістичному центрі МВС України.
На початку 2019 року була кандидаткою на посаду державного експерта експертної групи з питань взаємодії з регіонами Директорату територіального та місцевого розвитку Секретаріату Кабінету Міністрів України.

### Політична діяльність
На виборах Президента України 2019 року була довіреною особою кандидата Володимира Зеленського на територіальному виборчому окрузі № 168 на Харківщині. На позачергових парламентських виборах, що відбулися влітку 2019-го, була обрана народним депутатом від партії «Слуга народу» (№ 94 у списку. Безпартійна.
У жовтні 2019 була підозрюваною в отриманні 30 тисяч доларів за непідтримку в комітеті законопроєкту про ліквідацію корупційних схем під час оцінки об'єктів нерухомості.
Член Комітету Верховної Ради з питань фінансів, податкової та митної політики.

30 березня 2021 року поведінка Анни Колісник на засіданні Верховної Ради України викликала широкий резонанс у ЗМІ та в суспільстві після того, як під час доповіді головнокомандувача ЗСУ Руслана Хомчака про «загрозу воєнній безпеці держави» депутатка в телефонному листуванні надіслала повідомлення такого змісту: 
|  | Мы слушаем Хомчака. Нужно сваливать из этой страны. |

Потім депутат пояснила це тим, що писала про весняний відпочинок.